# Estado Ucraniano
O Estado Ucrâniano (em ucraniano:  Українська держава, Ukrayinska Derzhava), também chamado de Hetmanato (em ucraniano:  Гетьманат, Hetmanat) foi um governo anti-socialista que existiu sobre muito do atual território da Ucrânia (exceto oeste) de 29 de abril até 14 de dezembro de 1918.
Foi instalado após o Conselho Central, de inclinação socialista, da República Popular da Ucrânia ter sido dispersado em 28 de abril de 1918. O país se tornou uma ditadura provisória do Hetmã Paulo Skoropadski, que perseguiu todos os partidos com viés socialista, criando uma frente anti-Bolchevique. O novo governo acabou ruindo em dezembro de 1918, após Skoropadski ser deposto com o retorno do poder da República Popular Ucraniana na forma do Diretório.
O estabelecimento do Estado Ucraniano levou a unificação de boa parte das contemporâneas fronteiras da Ucrânia moderna, dispensando todos os quase-estados soviéticos sancionados pelos bolcheviques de Petrogrado como a República Soviética de Odessa, a República Socialista Soviética de Donetsk-Krivoi Rog e outras. Uma política externa mais assertiva e apoio militar das Potências Centrais viu uma estabilização grande dentro do país.

## História

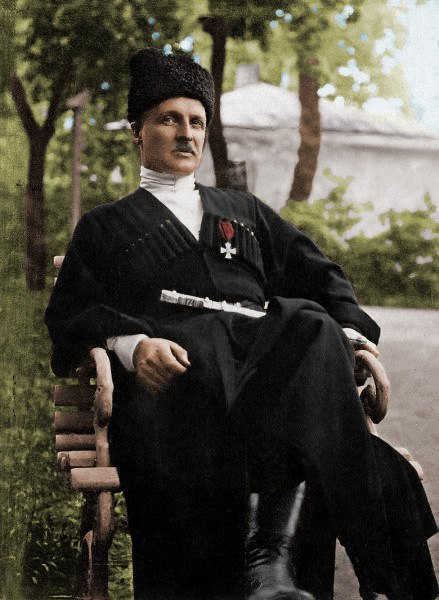
Hetmã Paulo Skoropadski

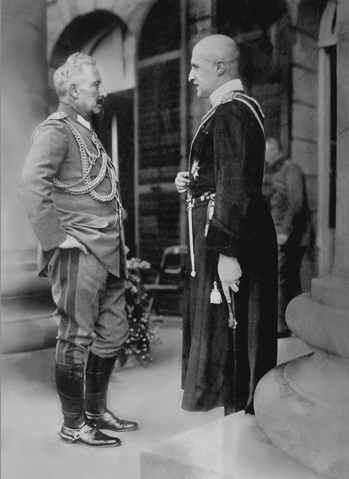
Hetmã Paulo Skoropadski com o Cáiser Guilherme II

Selo do Estado Ucraniano

Como resultado da agressão bolchevique, o governo da República Popular da Ucrânia que inicialmente buscou a política anti-militar buscou apoio militar depois que a capital Quieve foi saqueada em 9 de Janeiro de 1918 por Mikhail Muraviov. Em 9 de Fevereiro, a Ucrânia assinou o Tratado de Brest-Litovsk com a coalizão de Poderes Centrais e em março todas as forças bolcheviques da RSFS da Rússia foram removidas do território da Ucrânia. O Grupo de Exércitos Alemães Quieve foi criado para proteger a Ucrânia de novas agressões bolcheviques e liderado pelo marechal de campo alemão Hermann von Eichhorn.
Em 25 de abril, a administração do Grupo de Exércitos Quieve suspeitou que o governo de Vsevolod Holubovich tivesse sequestrado Abram Dobri, presidente do Banco de Comércio Exterior em Quieve. Através desse banco, as forças ocupacionais alemãs estavam oficialmente conduzindo todas as operações financeiras com o Reichsbank, em Berlin. No dia seguinte, Eichhorn emitiu um decreto segundo o qual todos os casos criminais no território da Ucrânia poderiam cair seletivamente sob a jurisdição do campo militar alemão em vez do sistema judicial ucraniano. Na próxima sessão do Conselho Central em 29 de Abril, Holubovich declarou:
„Quem é esse senhor Dobri? Ele é um sujeito do Estado alemão? Não, ele não é um parente distante nem um padrinho, ele é um estranho. E só porque o estranho que legalmente não tem ligações com a Alemanha e não deu nenhum cabresto para emitir um decreto de tal peso colossal foi raptado, o decreto foi emitido.”
No mesmo dia (29 de Abril), um congresso do partido de produtores de pão composto por cerca de 6.000 delegados de todas as oito províncias da Ucrânia estava ocorrendo na construção do Circo de Quieve. Depois de receber informações sobre a situação no Congresso de seus mensageiros, Pavlo Skoropadski chegou mais tarde em seu carro ao evento onde foi eleito o Hetmã da Ucrânia. Depois disso todos os participantes se mudaram para a Praça de Santa Sofia, onde Skoropadski foi abençoado por Nikodim, o Vigário de Quieve. N'aquela noite, os partidários de Hetmã assumiram o prédio governamental de assuntos militares e internos, bem como o Banco do Estado. No dia seguinte, a elite e a formação mais leal do Conselho Central, os fuzileiros Sich, foram desarmados.
Skoropadski emitiu seu manifesto "Para a Nação Toda Ucraniana" e a Lei do Sistema Provisório do Estado. Desejando estabilidade, as forças austro-húngaras e alemãs receberam bem o golpe; Skoropadski cooperou com eles, tornando-o impopular entre muitos camponeses ucranianos. O novo estado manteve o brasão de armas e a bandeira nacional, mas inverteu o desenho para azul claro sobre amarelo. Os Fuzileiros Sich se opuseram ao golpe e foram dispensados junto com os "Jaquetas Azuis”, uma divisão ucraniana formada por prisioneiros de guerra na Alemanha e na Áustria, que receberam o nome de seus uniformes azuis. A oposição interna foi provocada pela requisição de estoques de alimentos e restauração de terras para os ricos proprietários de terras. Os oponentes do regime de Skoropadski cometeram atos de incêndio criminoso e sabotagem e, em Julho de 1918, assassinaram Eichhorn, o comandante das tropas alemãs na Ucrânia. Em Agosto de 1918, a coalizão anti-Skoropadski conseguiu forçá-lo a reformar os Fuzileiros de Sich. A essa altura, estava se tornando óbvio que as Potências Centrais tinham perdido a guerra e que Skoropadski não podia mais contar com seu apoio. Ele então buscou apoio de elementos russos conservadores na sociedade e propôs unir-se a uma federação com Anton Denikin e o Movimento Branco. Isso erodiu ainda mais sua posição entre os ucranianos. 
Em Dezembro de 1918, Skoropadski foi deposto e um Diretório foi estabelecido como uma forma de estabelecer a ordem na República Popular da Ucrânia.

## Geografia

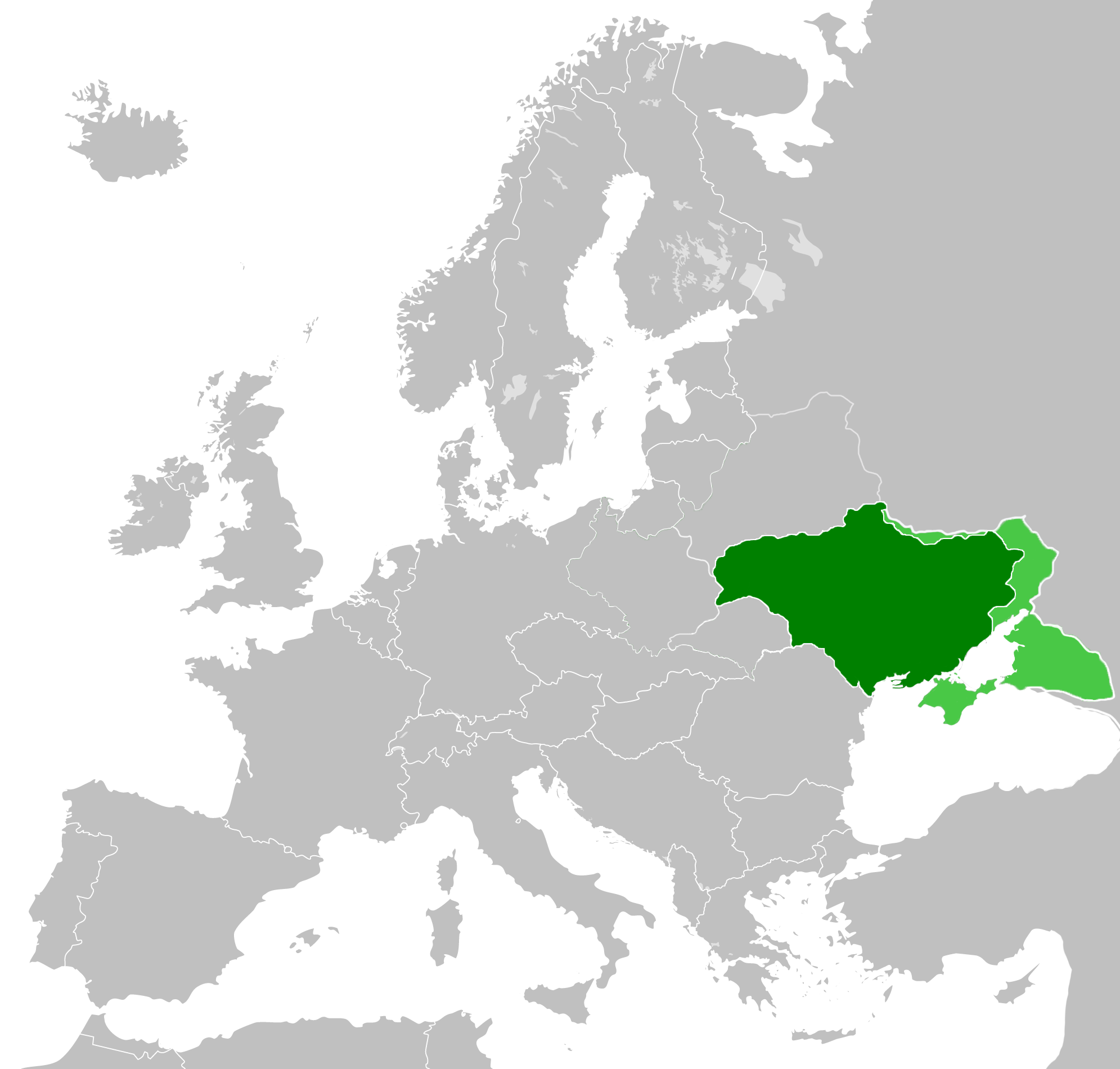
Extensão territorial do Estado Ucraniano na Europa em 1918 (alegado).

O país ficava na Europa Oriental ao longo das seções média e baixa do rio Dnieper, na costa dos mares Negro e Azov. O Estado Ucraniano cobria a maior parte do território da atual Ucrânia - menos a Ucrânia Ocidental e a Crimeia. Seu território, no entanto, se estendeu até a Rússia, Bielorrússia, Transnístria e Polônia.
A seu nordeste a Ucrânia estabeleceu uma linha preliminar de demarcação com a RSFS da Rússia, a leste tinha uma fronteira com a República Don, ao sul ficava o Mar Negro e o Mar de Azov, enquanto a península da Crimeia ficou sob o Governo Regional da Crimeia sob o controle de Sulkevich. Para o sudoeste ao longo do Dniester havia uma fronteira com o Reino da Romênia, a oeste da Ucrânia fazia fronteira com o Império Alemão e a Áustria-Hungria. Ao norte estavam os territórios ocupados pelos alemães de Ober Ost e da República Popular da Bielorrússia.

## Divisões Administrativas

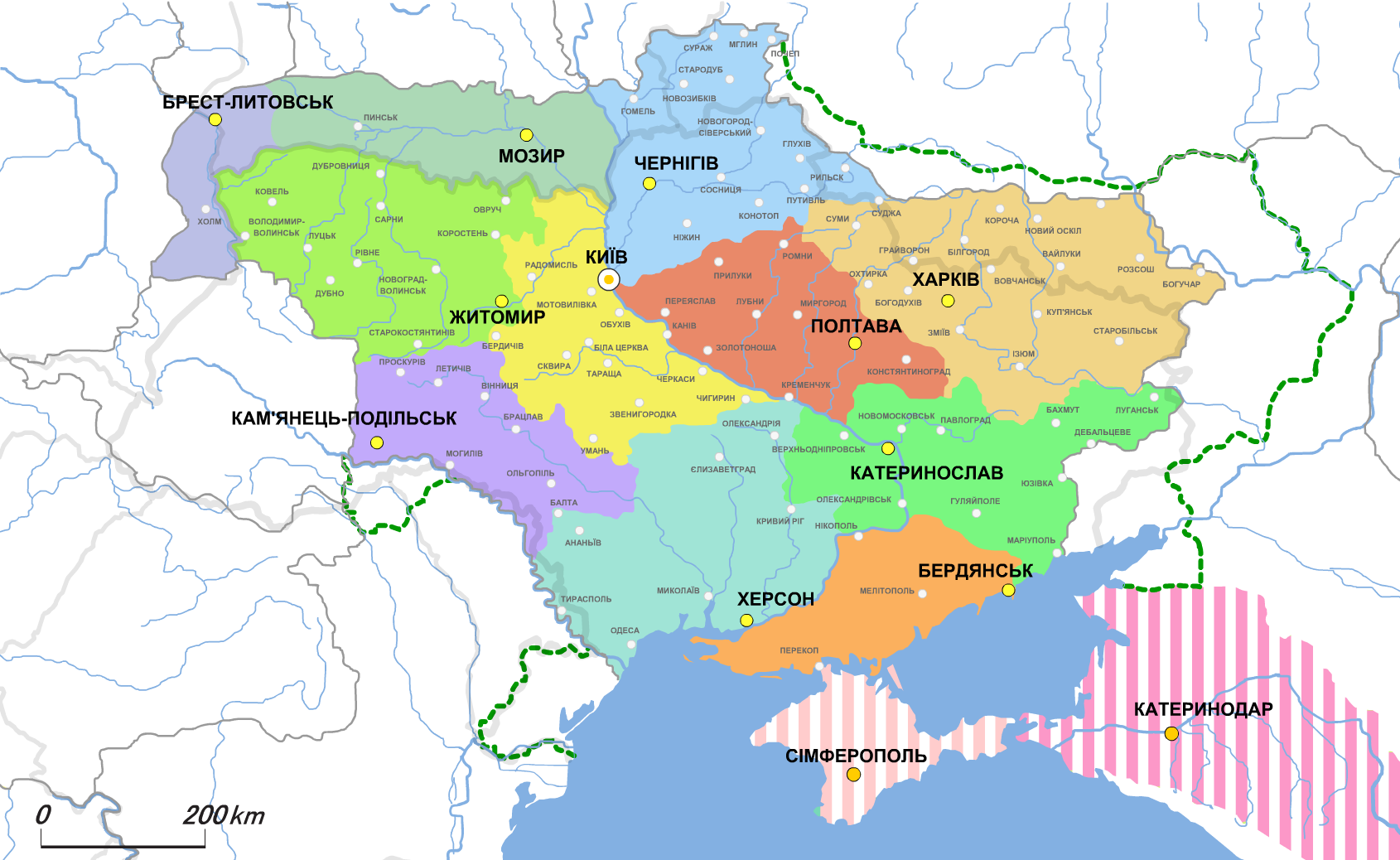
Divisão administrativa do Estado Ucraniano. A linha verde indica a extensão das reivindicações territoriais do Estado.

Gubernias, okrugs e áreas reivindicadas do Estado Ucraniano:
| Unidade                     | Cidade central | Starosta                       |
| --------------------------- | -------------- | ------------------------------ |
| Gubernia de Volínia         | Zhytomyr       | Dmytro Andro                   |
| Gubernia de Yekaterinoslav  | Katerynoslav   | Ivan Chernikov                 |
| Gubernia de Kiev            | Kiev           | Ivan Chartoryzhski             |
| Gubernia de Podólia         | Kamianets      | Serhii Kyselov                 |
| Gubernia de Poltava         | Poltava        | Serhii Ivanenko                |
| Gubernia de Carcóvia        | Kharkiv        | Petro Zaleski                  |
| Gubernia de Kherson         | Kherson        | Semen Pyshchevych              |
| Gubernia de Kholm           | Brest-Litovsk  | Olexandr Skoropys-Yoltukhovski |
| Gubernia de Chernihiv       | Chernihiv      | Mykola Savicki                 |
| Okrug de Polissia           | Mozyr          |                                |
| Okrug de Taurida            | Berdiansk      |                                |
| Governo Regional da Crimeia | Simferopol     |                                |
| República Popular de Cubã   | Katerinodar    |                                |

## Guerra civil ucraniana

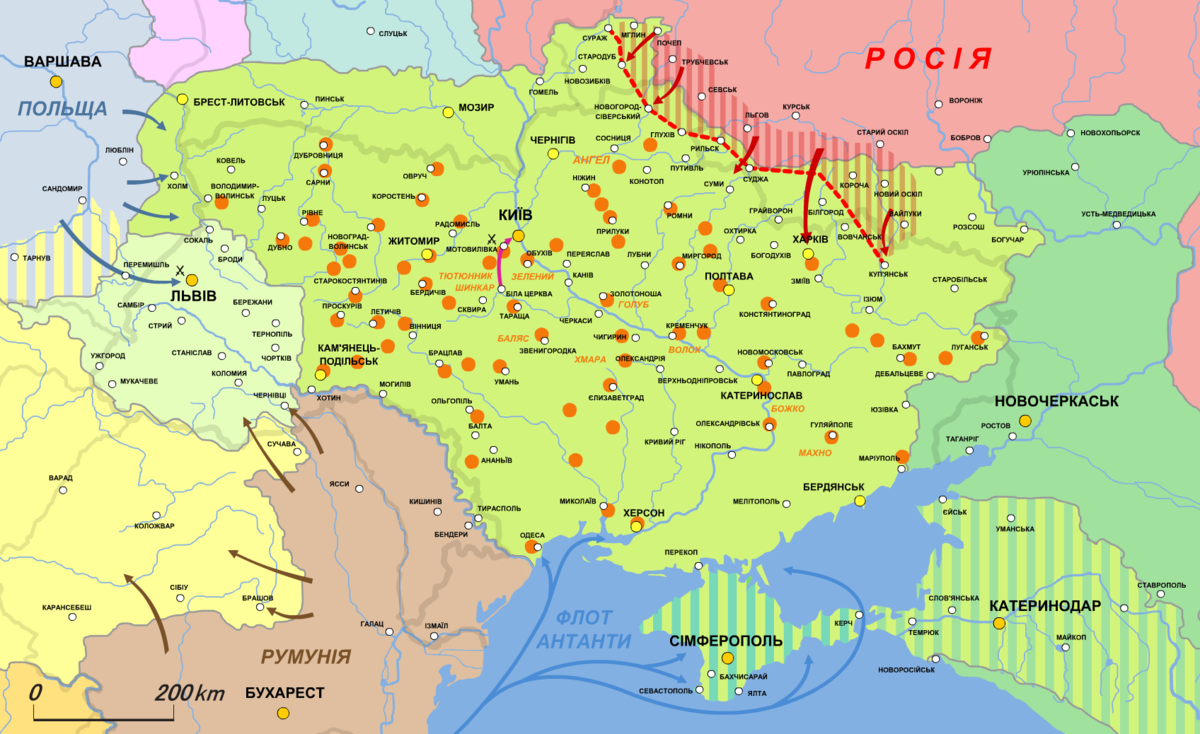
Estado Ucraniano em dezembro de 1918

Quase todo o pessoal de comando das forças armadas do Estado Ucraniano consistia em oficiais do antigo exército imperial russo. A maioria dos oficiais não apoiava a causa ucraniana e a via como uma maneira de passar por tempos difíceis. Ao mesmo tempo, grandes massas da população não tinham um senso desenvolvido de identidade nacional e caíram facilmente sob a influência da propaganda socialista e comunista. Após o armistício que terminou com a Primeira Guerra Mundial, os socialistas ucranianos formaram o Diretório da Ucrânia, cujas forças foram lideradas pelos Fuzileiros Sich e pelos "Jaquetas Cinzas". Embora as tropas alemãs e austríacas ainda não tivessem se retirado da Ucrânia, elas não tinham mais interesse em lutar. A maioria das forças de Skoropadski mudou de lado e se juntou ao Diretório. Em 16 de Novembro de 1918, começando em Bila Tserkva, os combates irromperam no Hetmanato. Skoropadski teve que se voltar para os milhares de oficiais da Guarda Branca Russa que haviam escapado para a Ucrânia com a intenção de se juntar ao Exército Voluntário de Denikin na região do rio Don, mais a leste. Eles foram reunidos em um "Corpo Especial", mas se mostraram incapazes de resistir às forças lideradas por Simon Petliura. Skoropadski abdicou de sua posição como Hetmã em 14 de Dezembro, quando o Exército do Povo Ucraniano tomou Quieve. Ele foi expulso e o Hetmanato foi substituído pelo governo provisório do Diretório.